# Evergreen, Alabama
Evergreen är administrativ huvudort i Conecuh County i Alabama. Vid 2020 års folkräkning hade Evergreen 3 520 invånare.